# William John Gill
William John Gill (* 10. September 1843 in Bengaluru; † 11. August 1882 bei Kalaat en Nacht, Ägypten, ermordet) war ein britischer Forschungsreisender.

## Kindheit, Ausbildung und Militärkarriere
Gill war das zweite Kind von Major Robert Gill und dessen Ehefrau Frances Flowerdew Rickerby. Der Vater diente bei der Madras Native Infantry. Gill wurde am Brighton College und seit 1862 an der Royal Military Academy in Woolwich ausgebildet und diente seit 1864 als Ingenieuroffizier. Zwischen September 1869 und März 1871 war er nach Ostindien kommandiert, in das Land seiner Geburt. Er kehrte über den damals kürzlich eingeweihten Suezkanal nach Europa zurück, wo ihn eine äußerst lukrative Erbschaft erwartete.

## Expeditionen
Im April 1873 ging er mit Valentine Baker auf eine achtmonatige Reise in das nördliche Persien und das russisch-persische Grenzgebiet, auf der sie zur genaueren Lokalisierung der geographischen Objekte in diesem Gebiet beitrugen. Nach einer kurzen, aber erfolglosen Betätigung als Parlamentskandidat für die Tories im Londoner Arbeiterviertel Hackney plante Gill neue Expeditionen nach Ostasien.
Hierfür suchte er den Rat des englischen Forschers Thomas Thornville Cooper und reiste Ende Juni 1876 sogar nach Berlin, um Ferdinand von Richthofen zu treffen, der seinerzeit die größte Erfahrung in Bezug auf Entdeckungen in China besaß. Von Berlin aus ging Gill direkt nach Marseille, Neapel, durch den Suezkanal und die Straße von Malakka und Singapur, Saigon, Hongkong nach Shanghai, wo er am 8. September ankam. Er durchzog dann 1877/1878 von Shanghai aus Süd-China und das obere Birma (Bhamo).
Bei Ausbruch des englisch-ägyptischen Krieges ging Gill mit dem Orientalisten Edward Henry Palmer auf die Sinaihalbinsel, um die Beduinen von Feindseligkeiten gegen den Suezkanal abzuhalten. In der Nähe von Kalaat en-Nacht wurden Palmer und Gill am 11. August 1882 überfallen und ermordet.

## Veröffentlichungen
- The river of Golden Sand: the narrative of a journey through China and Eastern Tibet to Burmah. 2 Bde. 1880.